# Jan van Huijsum

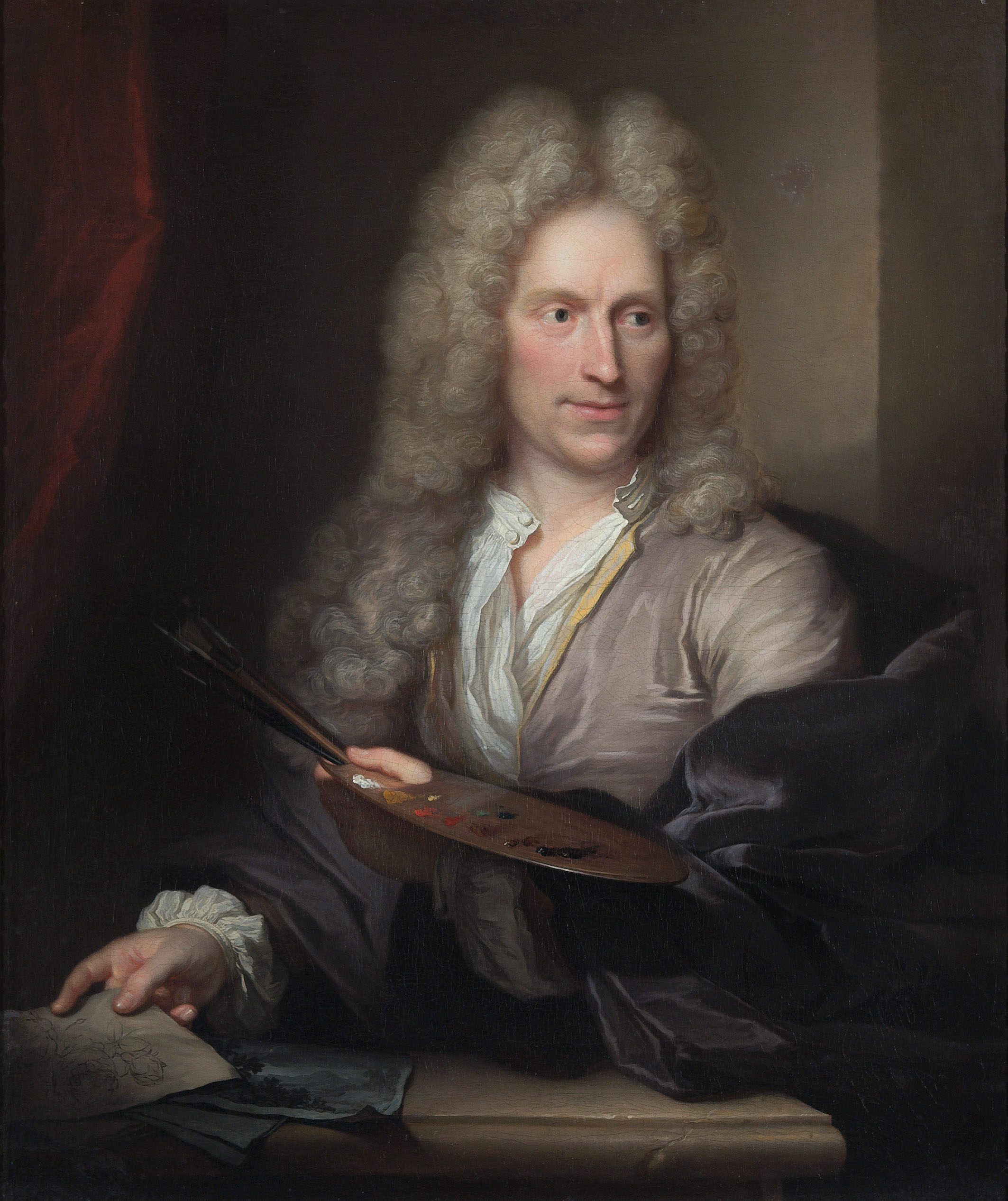
Portrfet van Jan van Huysum door Arnold Boonen, ca. 1720, Rijksmuseum, Amsterdam

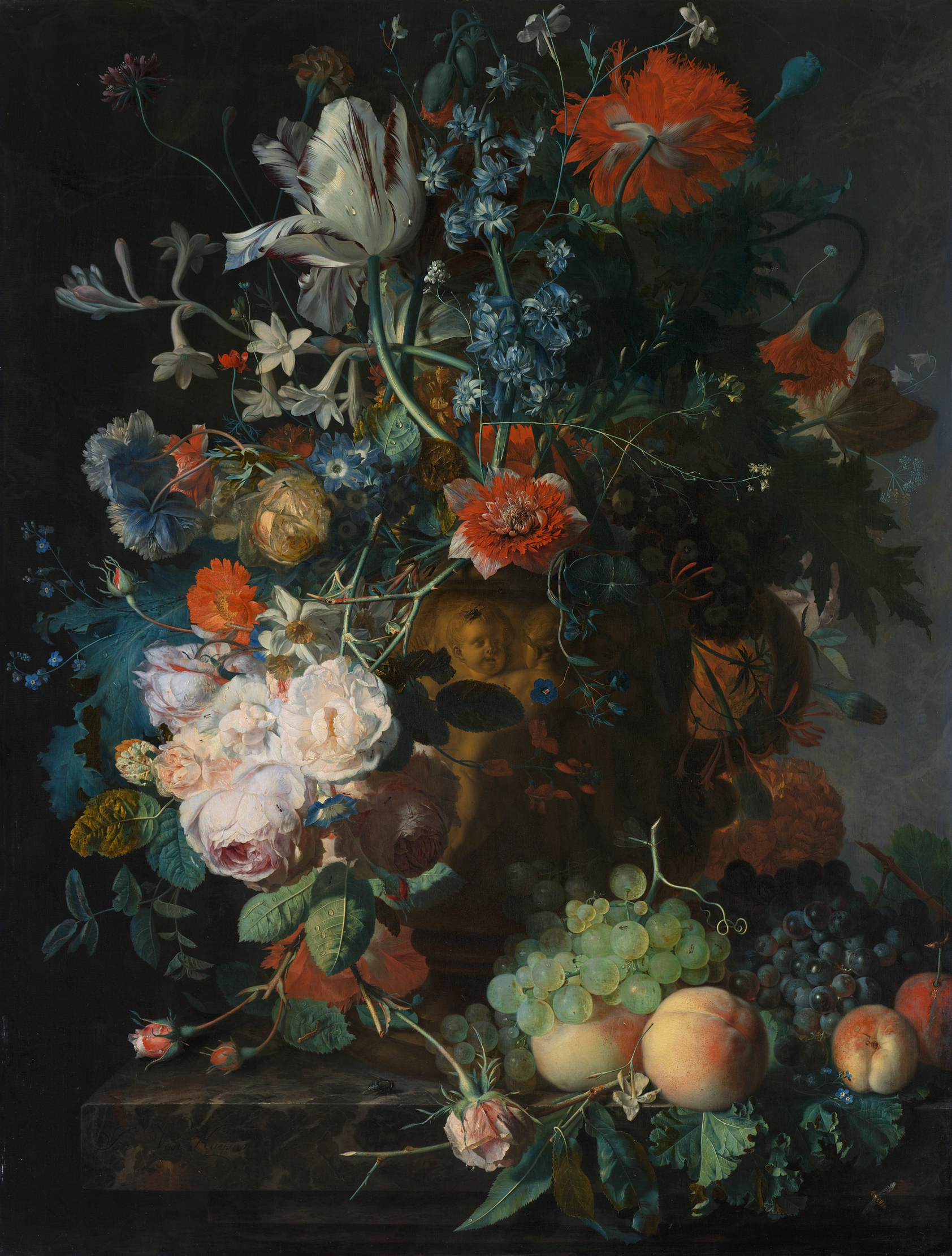
Bloemen en vruchten, ca. 1721, Rijksmuseum, Amsterdam

Jan van Huijsum, ook gespeld als Huysum, ook Jan van Huijs of Huys genoemd, (gedoopt Amsterdam, 15 april 1682 - aldaar, 8 februari 1749), was een Nederlandse kunstschilder van bloemstillevens en enkele italianiserende landschappen. Hij werd vooral gewaardeerd in de 18e eeuw.

## Biografie
Zijn vader Justus van Huysum (I) was schilder van bloemstillevens en interieurdecoraties en leidde zijn zoons in deze traditie op. Zijn grootvader Jan van Huijsum I was een schilderende schoolmeester uit Leeuwarden. Zijn halfbroers Justus II, Jacob en Michiel waren ook kunstschilder.
Van Huijsum trouwde in 1704 in Amsterdam met Margrieta Schouten.
Jan van Huijsum werkte vanaf 1701 in het atelier van zijn vader. Na diens dood in 1716 verwierf hij als zelfstandig werkend meester een internationale reputatie als schilder van realistische bloemstillevens. Zijn gewoonte om bloemen uit verschillende jaargetijden in een boeket samen te voegen, wijst er op dat hij niet eenvoudigweg kopieerde wat hij voor zich zag, maar zijn schilderijen opbouwde op basis van zorgvuldig gemaakte voorstudies. Zijn schilderijen zijn meestal ongewoon asymmetrisch en geplaatst tegen een lichte achtergrond. Hij schilderde tevens een aantal Italiaanse landschappen, maar het waren zijn bloemstillevens die hem zijn internationale clientèle bezorgden en hem tot een goed betaalde schilder maakten. 
Van Huijsum maakte vele tekeningen, meestal compositiestudies maar ook studies van individuele bloemen. Deze gewoonte leidde ertoe dat hij grote delen van de zomer in Haarlem doorbracht, dat toen bekendstond als botanisch centrum. Van Huijsum woonde op de Leidsegracht in de Amsterdamse binnenstad, bij de hoek met de Prinsengracht. Hij had een zoon die 'niet deugde' en uiteindelijk naar Nederlands-Indië ging. Het verhaal gaat dat Van Huijsum een teruggetrokken leven leidde en dat hij uit angst voor plagiaat iedereen, inclusief zijn broers, de toegang tot zijn atelier ontzegde. Margaretha Haverman was, waarschijnlijk onder druk van zijn oom, zijn enige leerling, maar haar werk schijnt hem zo jaloers te hebben gemaakt dat ze de studio moest verlaten. Men vermoedt dat Van Huijsums dochter Francina Margaretha van Huysum hem ondersteunde bij zijn werk.
Ondanks deze terughoudendheid is Van Huijsums techniek tijdens en na zijn leven breed gevolgd en gekopieerd. Enkele van zijn volgelingen waren Johannes de Bosch, Johannes Christianus Roedig, Jan van Os en zijn zoon Georgius Jacobus Johannes van Os, de broers Gerard en Cornelis van Spaendonck en Wybrand Hendriks.